# 玩酷科技
玩酷科技股份有限公司（PlayCoo Corporation），是台灣一家遊戲軟體研發公司，成立於2001年，於2009年成為遊戲橘子的研發子公司。2015年改為樂陞科技的子公司。

## 研發的遊戲產品
- 上海飛龍（PC Game）－2002 [4]
- 寵物星球（Online Game）－2002 [4]
- 少林傳奇（Online Game）－2004 [5]
- 真．少林傳奇（Online Game）－2007 [6]
- 星辰（Online Game）－2008 [7]
- 幻月之歌（Online Game）－2010 [8]
- Dream Drops（Online Game）[9][10]
- 海賊艦隊/海翼天航（線上遊戲）－2013 [11]
- DivinaQ（手機遊戲）－2016

## 公司得獎事蹟

### 2004年
- 少林傳奇Online 獲「第三屆中國視協動畫短片獎」的優秀電腦遊戲動畫製作獎。[12]

### 2006年
- 星辰Online 獲數位內容產品獎－國際級數位內容雛型獎。[12]
- 「ルーセントハート」（星辰Online之日文版）榮獲日本2008年度Web Money Award的《Best Rookie》及《Best Game》兩項大賞。[12][13]

### 2008年
- 星辰Online 獲Game Star遊戲之星的最佳企劃獎及最佳配樂音效獎。[12]

### 2009年
- 「ルーセントハート」（星辰Online之日文版）再度獲日本2009年度Web Money Award之《Best Game》獎。[14]

### 2010年
- 「ディビーナ｜DIVINA」（幻月之歌之日文版）獲WebMoney Award的Best Game獎。[12][15]

### 2011年
- 「幻月之歌」獲台灣2011年巴哈姆特遊戲大賞之《人氣國產遊戲》銀賞。[16]
- 「幻月之歌」獲台灣2011年GAME STAR遊戲之星之《最佳線上遊戲類銅獎》。[12]

### 2012年
- 自製產品「快轉童話(Dream   DROPS)」於日本地區發行上市。
- 自製產品「快轉童話(Dream   DROPS)」於香港地區首發。

### 2013年
- 重量級自製MMO產品「海賊艦隊(Myrina)」於香港地區上市。
- 首款自製行動遊戲「口袋戰姬(Pocket Valkyria)」繁體中文版於台灣、香港、澳門等地App Store與Google Play上市。
- 自製產品「幻月之歌(DIVINA)」於泰國地區發行上市。

## 資料來源與外部連結
- 玩酷科技 （页面存档备份，存于）（繁體中文）
- Gamania 遊戲橘子 （页面存档备份，存于）（繁體中文）